# Lijst van onderscheidingen van de 8. SS-Kavallerie-Division Florian Geyer
Dit is een lijst van onderscheidingen van de 8. SS-Kavallerie-Division Florian Geyer.

## Dragers van de Gesp voor Frontdienst

### In goud
- Joachim Boosfeld, SS-Obersturmführer, SS Kavallerie-Regiment 16[1]
- Friedrich Buck, SS-Oberscharführer, SS Kavallerie-Regiment 15[2]
- Hermann Maringgele, SS-Hauptscharführer, SS Kavallerie-Regiment 15[3]
- Harry Phönix, SS-Hauptsturmführer, SS Artillerie-Regiment 8[4]

## Dragers van het Aanbevelingscertificaat van de Opperbevelhebber van het Duitse Leger
- Hans Diergarten, SS-Sturmbannführer[5]

## Dragers van het Duits Kruis

### In goud
- Helmut Bischoff, SS-Obersturmführer, SS Aufklärungs-Abteilung 8[6][7]
- Wilhelm Bittrich, SS-Brigadeführer und Generalmajor der Waffen-SS, Kommandeur[8][7]
- Eugen Bohnenberger, SS-Hauptscharführer, SS Kavallerie-Regiment 16[9][7]
- Joachim Boosfeld, SS-Obersturmführer, SS Kavallerie-Regiment 16[1][7]
- Johannes Buttkereit, SS-Obersturmführer, SS Artillerie-Regiment 8[10][11]
- Franz Endemann, SS-Hauptscharführer, SS Kavallerie-Regiment 18[12][11]
- Gustav Etzler, SS-Hauptsturmführer, SS Artillerie-Regiment 8[13][11]
- Hermann Fegelein, SS-Brigadeführer und Generalmajor der Waffen-SS, Führer, SS-Kavallerie-Division[14][11]
- Waldemar Fegelein, SS-Sturmbannführer, SS Kavallerie-Regiment 16[15][11]
- Johannes Finger, SS-Oberscharführer, SS Artillerie-Regiment 8[16]
- Wolfgang Flügel, SS-Obersturmführer, SS Kavallerie-Regiment 15[17]
- Willi Geier, SS-Hauptsturmführer, SS Kavallerie-Regiment 17[18][11]
- Heinz Georgs, Leutnant, SS Panzer-Jäger-Abteilung 8[19]
- Karl Gesele, SS-Sturmbannführer, SS Kavallerie-Brigade[20]
- Willi Görcke, SS-Sturmbannführer, SS Artillerie-Regiment 8[21]
- Johannes Göhler, SS-Obersturmführer, SS Kavallerie-Regiment 15[22][11]
- August Gösch, SS-Oberscharführer, SS Kavallerie-Regiment 16[23]
- Friedrich Greger, SS-Hauptsturmführer, SS Flak-Abteilung 8[24][11]
- Ferdinand Haslehner, SS-Oberscharführer, SS Flak-Abteilung 8[25][11]
- Viktor von Hehn, SS-Hauptsturmführer, SS Artillerie-Regiment 8[26]
- Alfred Heuer, SS-Untersturmführer, SS Artillerie-Regiment 8[27]
- Otto Kerkan, SS-Hauptscharführer, SS Aufklärungs-Abteilung 8[28]
- Julius Klantschnig, SS-Oberscharführer, SS Kavallerie-Regiment 16[29][30]
- Hans Klauss, SS-Obersturmführer, SS Flak-Abteilung 8[31]
- Siegfried Korth, SS-Untersturmführer, SS Kavallerie-Regiment 15[32][30]
- Fritz Löschnigg, SS-Hauptsturmführer, SS Flak-Abteilung 8[33][30]
- Gustav Lombard, SS-Obersturmbannführer, SS Kavallerie-Regiment 15[34][30]
- Rudolph Maeker, SS-Obersturmführer, SS Kavallerie-Regiment 1[35]
- Hermann Maringgele, SS-Hauptscharführer, SS Kavallerie-Regiment 15[3]
- Franz Mazurek, SS-Unterscharführer, SS Artillerie-Regiment 8[36]
- Günther Mehles, SS-Untersturmführer, SS Kavallerie-Regiment 15[37][38]
- Friedrich Meier, SS-Hauptsturmführer, SS Panzer-Jäger-Abteilung 8[39]
- Walter Meissner, SS-Hauptscharführer, SS Kavallerie-Regiment 15[40]
- Sven von Mitzlaff, Major[41]
- Erhardt Mößlacher, SS-Obersturmführer, SS Kavallerie-Regiment 16[42][38]
- Helmut Otto, SS-Oberscharführer, SS Kavallerie-Regiment 15[43]
- Bernhard Panck, Oberleutnant, SS Kavallerie-Regiment 16[44]
- Harry Phönix, SS-Obersturmführer, SS Artillerie-Regiment 8[4][38]
- Willi Plänk, SS-Sturmbannführer, SS-Kavallerie-Ersatz- und Ausbildungs-Abteilung 8[45]
- Karl Pleschinger, SS-Hauptscharführer, SS Kavallerie-Regiment 18[46]
- Kurt Portugall, SS-Obersturmführer, SS Flak-Abteilung 8[47][38]
- Karl-Werner Reinhardt, Hauptmann, SS Kavallerie-Regiment 15[48]
- Fritz Rosenfelder, SS-Untersturmführer, SS Artillerie-Regiment 8[49]
- Joachim Rumohr, SS-Obersturmbannführer, SS Artillerie-Regiment 8[50]
- Albert Scheufele, SS-Hauptsturmführer, SS Artillerie-Regiment 8[51]
- Franz Schultes, SS-Hauptsturmführer, SS Kavallerie-Regiment 16[52]
- Heinrich Siegel, SS-Hauptscharführer, SS Panzer-Jäger-Abteilung 8[53]
- Werner Stahlberg, SS-Obersturmführer, SS Artillerie-Regiment 8[54]
- Ernst Steinberger, SS-Oberscharführer, SS Flak-Abteilung 8[55]
- Heinz Stieler, SS-Hauptscharführer, SS Kavallerie-Regiment 15[56]
- Bruno Streckenbach, SS-Standartenführer, Führer, SS-Kavallerie-Regiment 1[57]
- Josef Tappeiner, SS-Oberscharführer, SS Kavallerie-Regiment 18[58]
- Rudolf Thamm, SS-Untersturmführer, SS Artillerie-Regiment 8[59]
- Johann Thoma, SS-Oberscharführer, SS Kavallerie-Regiment 16[60]
- Anton Vandieken, SS-Obersturmführer, SS Kavallerie-Regiment 15[61]
- Alfred Wacker, SS-Hauptscharführer, SS Kavallerie-Regiment 18[62]
- Otto Weiss, SS-Sturmbannführer, SS Artillerie-Regiment 8[63]
- Heinz Wolf, SS-Unterscharführer, SS Panzer-Jäger-Abteilung 8[64]
- Hans-Viktor von Zastrow, SS-Sturmbannführer, SS Kavallerie-Regiment 17[65]
- August Zehender, SS-Sturmbannführer, SS Kavallerie-Regiment 2[66]

## Drager van de Erebladgesp
- Werner Heuer, SS-Obersturmfüher, SS Kavallerie-Regiment 15[67]

## Dragers van het Ridderkruis van het IJzeren Kruis
- Hans Diergarten, SS-Sturmbannführer, Stab der Division[68][69]
- Franz Liebisch, SS-Obersturmführer und Oberleutnant der Schupo, Stab der Division[70][71]
- Hans-Georg von Charpentier, SS-Hauptsturmführer, SS Kavallerie-Regiment 1[72][73]
- Johannes Göhler, SS-Obersturmführer, SS Kavallerie-Regiment 1[74][75]
- Gustav Lombard, SS-Obersturmbannführer, SS Kavallerie-Regiment 1[76][77]
- Alfred Nowak, SS-Oberscharführer, SS Kavallerie-Regiment 1[78][79]
- Waldemar Fegelein, SS-Sturmbannführer, SS Kavallerie-Regiment 2[80][81]
- August Zehender, SS-Obersturmbannführer, SS Kavallerie-Regiment 2[82][83]
- Friedrich Buck, SS-Oberscharführer, SS Kavallerie-Regiment 15[84][85]
- Albert Klett, SS-Obersturmführer, SS Kavallerie-Regiment 15[86][87]
- Oswald Krauss, SS-Sturmbannführer, SS Kavallerie-Regiment 15[88][89]
- Hermann Maringgele, SS-Hauptscharführer, SS Kavallerie-Regiment 15[90][91]
- Joachim Boosfeld, SS-Obersturmführer, SS Kavallerie-Regiment 16[90][92]
- Otto Kirchner, SS-Untersturmführer, SS Kavallerie-Regiment 16[93][94]
- Erhard Mößlacher, SS-Obersturmführer, SS Kavallerie-Regiment 16[70][95]
- Hans-Marcel von Schack, Major, SS Kavallerie-Regiment 16[96][97]
- Siegfried Korth, SS-Obersturmführer, SS Kavallerie-Regiment 18[98][99]
- Harry Phönix, SS-Hauptsturmführer, SS Artillerie-Regiment 8[100][101]
- Max Schachner, SS-Obersturmführer, SS Panzer-Jäger-Abteilung 8[102][97]
- Gustav Wendrinsky, SS-Oberscharführer, SS Panzer-Jäger-Abteilung 8[84][103]
- Walter Drexler, SS-Sturmbannführer, SS Aufklärungs-Abteilung 8[104][105]

### Met Eikenloof
- Joachim Rumohr, SS-Brigadeführer und Generalmajor der Waffen-SS, SS Artillerie-Regiment 8[106][107]

### Met Eikenloof en Zwaarden
- Hermann Fegelein, SS-Gruppenführer und Generalleutnant der Waffen-SS[108][81]